# بطنج بيزنطي
البطنج البيزنطي أو الستاكس البيزنطي (باللاتينية: Stachys byzantia) نوع نباتي يتبع جنس البطنج من الفصيلة الشفوية.

## الموئل والانتشار
موطنه القوقاز وتركيا.

## مرادفات للاسم العلمي
- (باللاتينية: Eriostomum lanatum Hoffmanns. & Link)
- (باللاتينية: Stachys olympica Poir.)
- (باللاتينية: Stachys taurica Zefir.)